# شامپانی-آن-والرومی
شامپانی-آن-والرومی (به فرانسوی: Champagne-en-Valromey) یک کمون در فرانسه است که در Canton of Champagne-en-Valromey واقع شده‌است.

## خصوصیات
شامپانی-آن-والرومی ۱۸٫۱۶ کیلومترمربع مساحت و ۷۴۱ نفر جمعیت دارد و ۵۳۰ متر بالاتر از سطح دریا واقع شده‌است.